# Osornolobus concepcion
Osornolobus concepcion är en spindelart som beskrevs av Forster och Norman I. Platnick 1985. Osornolobus concepcion ingår i släktet Osornolobus och familjen Orsolobidae. Inga underarter finns listade i Catalogue of Life.